# Senyor Uixer del Bastó Blau
El Senyor Uixer del Bastó Blau (anglès: Gentleman Usher of the Blue Rod) és l'uixer del Molt Distingit orde de Sant Miquel i Sant Jordi, establert el 1818.
El càrrec simplement va ser designat com "Oficial d'Armes" de l'orde des del seu primer nomenament el 1882 i fins al 1911, quan rebé el nom actual.

## Oficials d'Armes de l'orde de Sant Miquel i Sant Jordi
- 1882–1901: Frederick Obadiah Adrian, CMG
- 1901–1911: Sir William Alexander Baillie-Hamilton, KCMG, CB[1]

## Senyors Uixers del Bastó Blau Rod (1911–present)
- 1911–1920: Sir William Alexander Baillie Hamilton, KCMG, CB[2]
- 1920–1934: Sir Reginald Laurence Antrobus, KCMG, CB
- 1934-1959: Admiral Sir Alan Hotham, CB, CMG
- 1959–1972: Sir George Beresford-Stooke, KCMG
- 1972–1979: Sir Anthony Foster Abell, KCMG
- 1979–1992: Sir John Moreton, KCMG, KCVO, MC
- 1992–2002: Sir John Margetson, KCMG
- 2002 – present: Sir Anthony Figgis, KCVO, CMG